# Almada
Almada (ejtsd: ˈaɫˈmaðɐ) város Portugáliában, a Tajo folyó torkolatánál, Lisszabonnal szemközt. Lakossága 174 ezer fő volt 2011-ben. Lisszabonnal az Április 25. híd köti össze.

## Fő látnivalók
- Krisztus király szobor
- A kapucinus kolostor és kertje (Convento dos Capuchos)
- Botanikus kert (Jardim Botanico Chão das Artes)
- Béke park (Parque da Paz)
- Az erőd (Castelo de Almada)
- Kortárs Művészeti Központ (Palácio/Casa da Cerca)
- A folyó- és a közeli tengerpart
- Boca do Vento lift, amely a folyóparton lévő sziklafalhoz csatlakozik
- Fragata D. Fernando II e Gloria (Cacilhas-ban dokkolt 19. századi fregatt)[3]
- Almada Forum (hatalmas bevásárlóközpont)

## Galéria

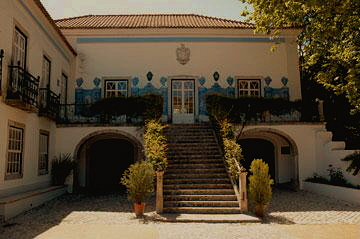
Solar dos Zagallos
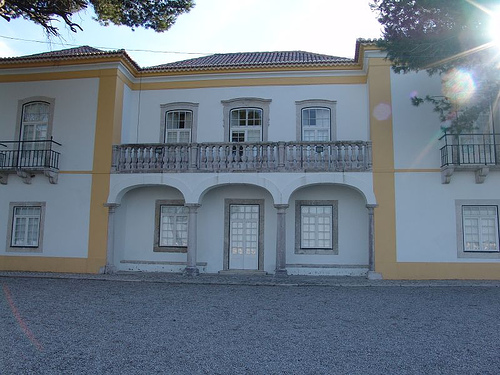
Palácio da Cerca
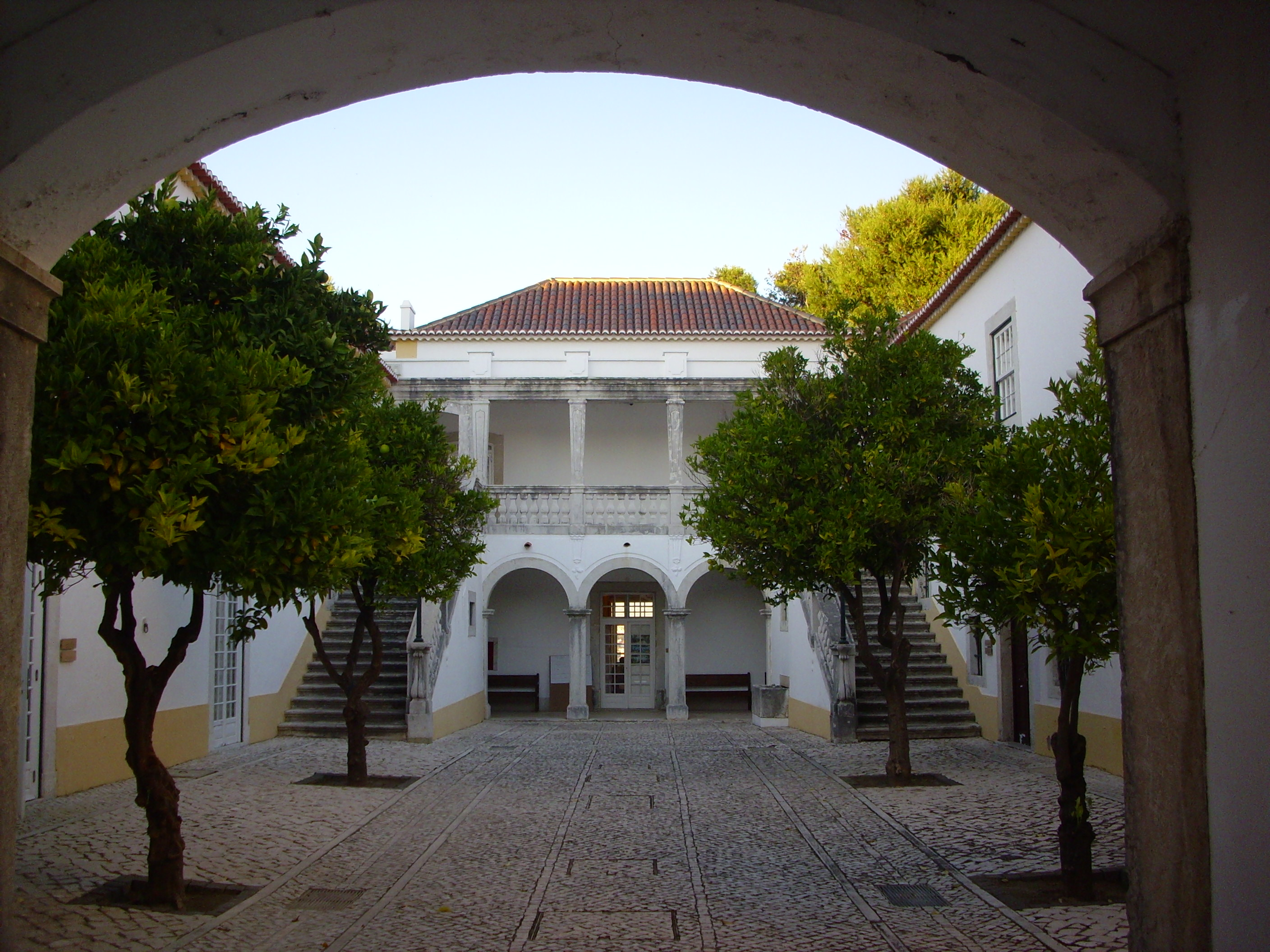
Jardim do Palácio da Cerca
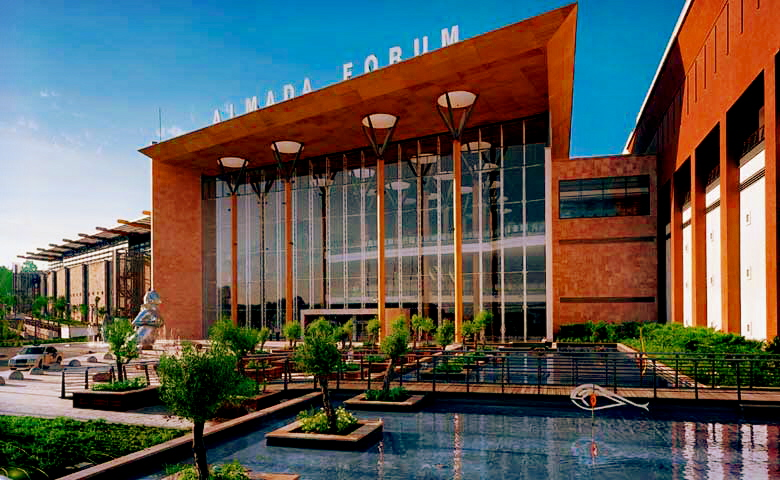
Almada Forum (bevásárlóközpont)
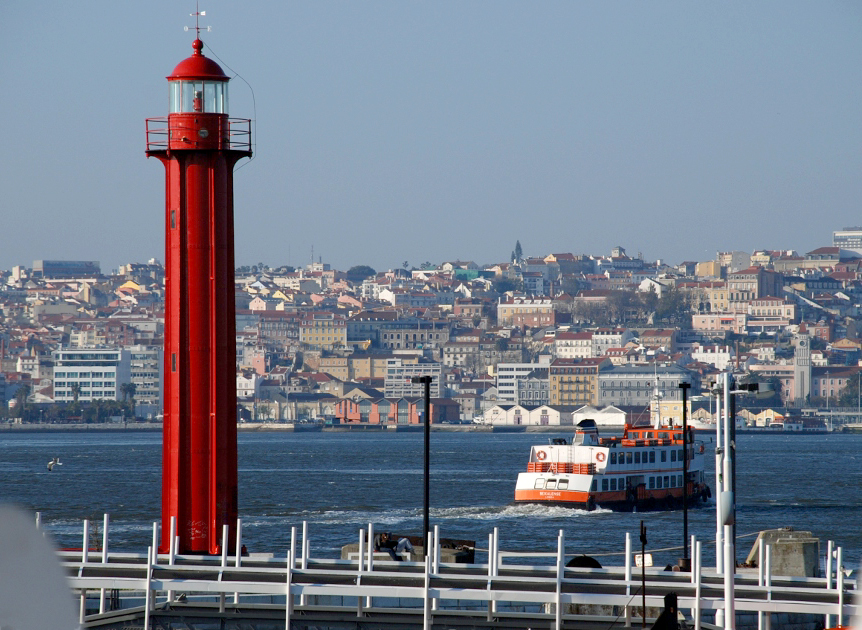
A Tajo és Lisszabon látképe